# Vera Miles
Vera Miles (n. 23 august 1929, Boise City⁠(d), Oklahoma, SUA) este o actriță americană care a colaborat frecvent cu Alfred Hitchcock, fiind notabilă pentru rolurile sale din Psycho și din continuarea acestuia, Psycho II. A mai interpretat în filme precum  The Wrong Man, The Searchers, Follow Me Boys! sau The Man Who Shot Liberty Valance.

## Filmografie
- The Wrong Man (1956)
- Autumn Leaves (1956)
- The Searchers (1956)
- The FBI Story (1959)
- Psycho (1960)
- The Man Who Shot Liberty Valance (1962)
- The Spirit is Willing (1967)
- Hellfighters (1968)
- It Takes All Kinds (1969)
- Psycho II (1983)

## Legături externe
- Vera Miles la Internet Movie Database
- Vera J. Ralston Arhivat în 18 ianuarie 2006, la Wayback Machine.

| Premii și realizări             | Premii și realizări | Premii și realizări       |
| ------------------------------- | ------------------- | ------------------------- |
| Predecesor: Ruth Ellen Richmond | Miss Kansas 1948    | Succesor: Shirley Hargiss |